# Smaragdina diversipes
Smaragdina diversipes – gatunek chrząszcza z rodziny stonkowatych i podrodziny zmróżek. Zamieszkuje Europę.

## Taksonomia
Gatunek ten opisany został po raz pierwszy w 1840 roku przez Karla Wilhelma Letznera pod nazwą Clythra diversipes.

## Morfologia
Chrząszcz o ciele długości od 3,5 do 4,8 mm. Głowa jest czarna z metalicznym połyskiem i pomarańczową większą częścią żuwaczek. Na czole brak jest głębokiego wcisku, natomiast obecne jest głębokie, wyraźne punktowanie, układające się czasem w promieniście schodzące się zmarszczki. Człony czułków od pierwszego do trzeciego lub czwartego są pomarańczowe, pozostałe zaś czarne. Przedplecze jest jednolicie pomarańczowe, tuż przed środkiem długości zaopatrzone w poprzeczny wcisk, najlepiej widoczny patrząc od tyłu. Pokrywy są jednolicie metalicznie czarnozielone lub granatowomosiężne. Odnóża typowo są pomarańczowe z czarnymi udami ostatniej pary, ale zdarza się że czarne są całe odnóża tylnej pary oraz uda i tylne krawędzie goleni odnóży pary środkowej. Odwłok u samicy wyróżnia się od tego u samca obecnością dołeczka na ostatnim sternicie.

## Ekologia i występowanie
Osobniki dorosłe są polifagicznymi foliofagami żerującymi na liściach leszczyn i rdestu wężownika. Larwy odżywiają się martwymi liśćmi. Aktywne osobniki dorosłe obserwuje się od czerwca do sierpnia.
Gatunek palearktyczny, europejski, znany z Hiszpanii, Francji, Niemiec, Szwajcarii, Austrii, północnych Włoch, Czech i Słowacji. Na „Czerwonej liście gatunków zagrożonych Republiki Czeskiej” umieszczony jest jako gatunek krytycznie zagrożony wymarciem (CR).